# Municipio de Prairie (condado de Kossuth)
El municipio de Prairie (en inglés: Prairie Township) es un municipio ubicado en el condado de Kossuth en el estado estadounidense de Iowa. En el año 2010 tenía una población de 204 habitantes y una densidad poblacional de 2,15 personas por km².

## Geografía
El municipio de Prairie se encuentra ubicado en las coordenadas 43°2′19″N 94°1′48″O / 43.03861, -94.03000. Según la Oficina del Censo de los Estados Unidos, el municipio tiene una superficie total de 94.85 km², de la cual 94,85 km² corresponden a tierra firme y (0 %) 0 km² es agua.

## Demografía
Según el censo de 2010, había 204 personas residiendo en el municipio de Prairie. La densidad de población era de 2,15 hab./km². De los 204 habitantes, el municipio de Prairie estaba compuesto por el 97,06 % blancos, el 0,98 % eran afroamericanos, el 0,98 % eran de otras razas y el 0,98 % eran de una mezcla de razas. Del total de la población el 0,98 % eran hispanos o latinos de cualquier raza.